# Pandelis Karayorgis
Pandelis Karayorgis (* 1962 in Athen) ist ein aus Griechenland stammender US-amerikanischer Jazz-Pianist und Komponist.

## Biographie
Karayorgis kam 1985 in die Vereinigten Staaten und studierte am New England Conservatory u. a. bei Paul Bley, Jimmy Giuffre, George Russell, Dave Holland und Joe Maneri (Komposition). Er arbeitete dann Anfang der 1990er Jahre mit dem Geiger und Bratscher Mat Maneri; bei der 1991 für das Label Leo entstandenen Produktion nahmen sie im Duo auch Karayorgis' Kompositionen Speaking und Part II of a Name auf. 1996/97 entstand auf Leo das erste Album Karayorgis' unter eigenem Namen (Lift & Poise), an dem Mat Maneri und dessen Vater, der Saxophonist Joe Maneri und der Bassist John Lockwood mitwirkten.
1998 arbeitete er im Trio mit Mat Maneri und dem argentinischen Saxophonisten und Komponisten Guillermo Gregorio (Red Cube(d)) sowie mit dem Bassisten Nate McBride und dem Schlagzeuger Randy Peterson, mit denen er sein zweites Album Heart and Sack für Leo aufnahm, mit Interpretation von Titeln wie Eric Dolphys Miss Ann, Ellingtons Frustration und Ken McIntyres Komposition Lautir. Es folgte 1999 das Duo-Album Let It, 2001 in Trio-Besetzung Blood Ballad, mit  Coltranes One Up, One Down und Karayorgis' Eigenkompositionen Blood Balad und In the Cracks of Four.
2001 begann er die Zusammenarbeit mit Ken Vandermark, zunächst im Trio mit Nate McBride (No Such Thing); 2002 leitete er ein Quintett mit Vandermark, Mat Maneri, Tony Malaby, Michael Formanek und Randy Peterson (Disambiguation). 2004 spielte Karayorgis – abweichend von seiner bisherigen Arbeit – ein Soloalbum mit dem Standard-Repertoire, bei dem er Titel wie Ugly Beauty, Criss Cross von Monk, Gazzelloni von Dolphy oder Deep Bronze von Sun Ra. Er ist gegenwärtig Mitglied des Trios mi3 (mit Curt Newton und Nate McBride) und leitet ein eigenes Trio mit Daniel Levin und Curt Newton.
Karayorgis' frühe Aufnahmen sind stark nach Einschätzung von Richard Cook und Brian Morton von Monk und Paul Bley beeinflusst.

## Diskographische Hinweise
- Mat Maneri/Karayorgis: In Time (Leo Lab, 1993)
- Guillermo Gregorio/Mat Maneri/Karayorgis: Red Cube(d) (HatHut Records, 1998)
- Karayorgis/McBride: Let It (Cadence Jazz Records, 1999)
- Karayorgis/Mat Maneri/Randy Peterson: Blood Ballad (Leo, 2001)
- Pandelis Karayorgis Trio: Carameluia
- Guillermo Gregorio/Karayorgis/McBride: Chicago Approach
- Mi3: We Will Make A Home For You
- Seventeen Pieces (Leo Records, 2004) solo
- Foreground Music (Atavistic, 2007), mit Ken Vandermark
- Mi3: Free Advice (Clean Freed, 2007) mit Curt Newton und Nate McBride
- Betwixt (HatOLOGY, 2008), mit Curt Newton and Nate McBride.
- System of 5 (HatOLOGY, 2008), mit Matt Langley, Jeff Galindo
- Cliff (Stiff, 2018), mit Damon Smith, Eric Rosenthal
- Pools (2018), mit Nate McBride, Luther Gray
- Jorrit Dijkstra, Jeb Bishop, Pandelis Karayorgis, Nate McBride: Cutout (2020)
- Pandelis Karayorgis, Nate McBride, Damon Smith, Luther Gray, Eric Rosenthal: Cliff Pools (Driff, 2020)
- Precipice (2020), mit Damon Smith, Eric Rosenthal
- Jeb Bishop, Pandelis Karayorgis, Damon Smith: Duals (2023)
- Pandelis Karayorgis & George Kokkinaris: Out from Athens (2024)